# Lepidosira minuta
Lepidosira minuta är en urinsektsart som beskrevs av John Tenison Salmon 1938. Lepidosira minuta ingår i släktet Lepidosira och familjen brokhoppstjärtar. Inga underarter finns listade i Catalogue of Life.